# Абрамова, Зоя Александровна
Зо́я Алекса́ндровна Абра́мова (19 марта 1925 с. Потепеньки, Ярославская губерния, РСФСР, СССР — 31 октября 2013, Санкт-Петербург, Россия) — советский и российский археолог, доктор исторических наук (1972), профессор (1998).

## Биография
Родилась в селе Потепеньки Ярославской губернии (ныне в Любимском районе Ярославской области). С 1946 по 1951 год училась на историческом факультете Ленинградского университета. С 1952 года работала в секторе ЛОИА-ИИМК под руководством П. И. Борисковского. Защитила диссертациипо темам «Палеолитическое искусство на территории СССР» и «Изображения человека в палеолитическом искусстве Евразии». В 1972 году получила степень доктора исторических наук, занимала должность старшего научного сотрудника ИИМК РАН.
С 1960 года занималась изучением палеолита Енисея, обнаружила неподалёку от Красноярского водохранилища десятки палеолитических памятников. Были раскопаны стоянки Кокорево I, Афонтова гора (у села Новосёлово и на реке Тыштык). В 1970-х годах проводила археологические разведки в Минусинской котловине, в междуречье Абакана и Енисея, и в других местах.
В 1980 году под руководством З. А. Абрамовой проводились раскопки палеолитической стоянки в Юдиново (Погарский район Брянской области) у реки Судость. Над ней в 1985 году был сооружён павильон. Последующие раскопки помогли выявить сохранившиеся до наших дней нескольких земляных жилищ.

## Семья
Муж — археолог Борис Айзикович Черномордик.
Сын — старший научный сотрудник ВНИИОкеангеология Александр Борисович Черномордик